# Medgyessy Péter
Medgyessy Péter (Budapest, 1942. október 19. –) magyar közgazdász, politikus, miniszter, üzletember, 2002. május 27. és 2004. szeptember 29. között Magyarország miniszterelnöke. 2004. augusztus 25-én a koalíciós partnerével (SZDSZ) kialakult ellenséges viszony miatt lemondott hivataláról. Ezt követően 2004. szeptember 29-éig ügyvezető kormányfőként tevékenykedett, amikor az országgyűlés megválasztotta utódját, Gyurcsány Ferencet.

## Pályafutása

### Gyermekkora
Régi erdélyi nemesi család leszármazottjaként született. Édesapja, Medgyessy Béla a Belkereskedelmi Minisztérium főosztályvezető-helyettese, édesanyja, Szolga Ibolya tolmács.

### Egyetemi tanulmányai
Közgazdaságtant tanult a Marx Károly Közgazdaságtudományi Egyetemen. 1966-ban szerezte meg diplomáját, majd doktori címét. 1965-ben, még egyetemistaként belépett az MSZMP-be. Folyékonyan beszél franciául és románul, ért angolul és oroszul.

### Tevékenysége a rendszerváltás előtt
Medgyessy egyetemi tanulmányainak befejezése után 1982-ig a Pénzügyminisztériumban dolgozott különböző vezető beosztásokban. (Az eközben folytatott szigorúan titkos tiszti tevékenységéről lásd alább.) Karrierje felívelt: 1982 és 1986 között pénzügyminiszter-helyettes, majd 1986/1987-ben pénzügyminiszter lett a Lázár- és a Grósz-kormányban, majd 1990-ig a Németh-kormányban a minisztertanács gazdasági ügyekkel megbízott elnökhelyetteseként tevékenykedett. Szerepet vállalt az adórendszer modernizálásában. 1987 és 1989 között az MSZMP KB tagja volt. Az MSZMP 1989-es megszűnése után nem lépett be az MSZP-be.

### A rendszerváltás után
A rendszerváltás után egy időre visszahúzódott a politikától, 1990 és 1996 között a Paribas Bank Rt. elnök-vezérigazgatójaként, majd a Magyar Befektetési és Fejlesztési Bank Rt. vezérigazgatójaként dolgozott. 1996. február 29-én a lemondott Bokros Lajos pénzügyminiszter utódjává nevezte ki a köztársasági elnök – a Horn-kormány harmadik pénzügyminisztere volt. Terminusa lejártával az Inter-Európa Bank igazgatóságának elnöke és az Atlasz Biztosító Rt. alelnöke volt, 1998-tól 2001-ig. 2000 és 2002 között a Magyar Közgazdasági Társaság elnöke.

### Miniszterelnökként
Bár nem volt a párt tagja, az MSZP őt tette meg miniszterelnök-jelöltjének. Miután a párt megnyerte a 2002-es parlamenti választást, 2002. május 27-én az Országgyűlés őt választotta miniszterelnökének, ekkor tette le kormánya is a hivatali esküt. 2002-től országgyűlési képviselő.
Mivel 2002-ben az MSZP a „Jóléti rendszerváltás programjával” nyert, Medgyessy – addig szokatlan módon – az ígéretek betartása mellett döntött. Kormánya meghirdette a Száznapos programot, amellyel átlagosan 50%-kal emelte a közalkalmazottak bérét, a nyugdíjasoknak pedig egyszeri 19 000 forintos pótlékot adott. Méltányosságból emelték a legalacsonyabb nyugdíjakat és az egyetemi ösztöndíjakat is. Ezen intézkedések akkori árakon összesen 190 milliárd forintba kerültek. Népszerűségi indexe ekkor volt a legmagasabb. Ennek hatására egy második száznapos programot indított hasonló jóléti intézkedésekkel.
A liberális közgazdászok utólag ennek az osztogató politikának a számlájára írták a gazdasági mutatók romlását és az euróövezethez csatlakozásunk elhalasztását.
Miniszterelnöksége alatt tartották a népszavazást Magyarország EU-tagságáról és maga a csatlakozás (2004. május 1.) is erre az időszakra esett.

#### A D-209-ügy
2002. június 18-án, hivatalba lépése után alig három héttel a Magyar Nemzet közölte egy III/II-es, D-209-es kódszámú SZT-tiszt (szigorúan titkos tiszt) nyilvántartó lapját, akiről kiderítette azt is, hogy valójában Medgyessy Péter. Medgyessy először még tagadta a róla megjelent adatok hitelességét, később azonban elismerte múltját. A nyilvánosságra került adatoknak megfelelően hangsúlyozta, hogy csak kémelhárító volt a magyar gazdaság védelme területén 1977 és 1982 között, és akkori motivációjaként a haza szolgálatát jelölte meg. 2002-ben azután több dokumentum is napvilágot látott e témában, amelyek a titkosszolgálatok összefonódásait taglalták a Kádár-rendszerben. Ezek alapján többen vádolták meg azzal is, hogy SZT-tisztként a Szovjetunió számára jelentett kollégáiról, ő maga ezt több nyilatkozatában tagadta.
Medgyessy múltjának nyilvánosságra hozatala megtörte azt a rendszerváltás óta addig érvényes gyakorlatot, miszerint csak a jogutód nélkül megszüntetett Belügyminisztérium III/III. Csoportfőnökség, a belső elhárítás munkatársait nevezik meg, a továbbra is működő kémelhárítás és a hírszerzés tagjai bizonyos védettséget élveznek. Emellett a beindult sajtókampány során következetesen a pejoratív hangulatú „ügynök” szót használták rá, szándékosan keverve ezzel a beszervezett ügynök és a hivatásos tiszt fogalmát, mivel a „tiszt” szó társadalmi elfogadottsága sokkal kedvezőbb.
Az SZDSZ-frakció a botrány kirobbanásakor még a lemondatása mellett foglalt állást, másnap azonban a párt vezetői meggyőzték őket Medgyessy támogatásáról. Kis János, a párt korábbi elnöke azonban ezt a politikai döntést élesen kritizálta, és morális érvekre hivatkozva lemondásra szólította fel a miniszterelnököt. (Végül Kis 2002 júliusában emiatt kilépett az SZDSZ-ből.)
Többek szerint az „ügynökbotrányt” tulajdonképpen sikeresen átvészelte, hiszen a száz napos programok népszerűvé tették, és még két év telt el bukásáig, ami nem köthető közvetlenül a D-209-ügyhöz.

#### Lemondása
A 2004. június 13-án tartott európai parlamenti választáson az MSZP viszonylag gyengén szerepelt, a választást a Fidesz nyerte meg. Emiatt vezetői körében általánossá vált az a meggyőződés, hogy Medgyessyvel nem tudnak újra választást nyerni Orbán Viktorral szemben. Az ambiciózus Gyurcsány Ferenc – aki akkor sportminiszter volt – viszont ezalatt kialakította magáról azt a közképet, hogy alkalmas miniszterelnöknek és baloldali politikusként komoly elképzelései vannak az ország jövőjéről. Nyíltan mutatkozott Medgyessy riválisának.
A lemondását megelőző napokban az SZDSZ és Medgyessy között kifejezetten ellenséges hangú és kibékíthetetlen vita folyt. A miniszterelnök az SZDSZ-t korrupciós ügyekkel vádolta meg, és Csillag István SZDSZ-es gazdasági miniszter leváltását szorgalmazta. Az MSZP felső pártvezetése ekkor titkos tárgyalásokat kezdett leváltásáról az SZDSZ-szel, amely ezt érthetően támogatta.
A koalíciós pártok közti ellentétekre és az iránta való megrendült bizalomra hivatkozva 2004. augusztus 19-én bejelentette, majd augusztus 25-én be is nyújtotta lemondását, ettől kezdve ügyvezető kormányfőként tevékenykedett szeptember 29-éig. A média egy része ezt kormányválságként, lemondását pedig bukásként értékelte. Az országgyűlési képviselői mandátumáról viszont nem mondott le, azt a 2006-os választásig megtartotta.
Az MSZP vezetői, elsősorban Kovács László pártelnök ugyan inkább Kiss Pétert látta volna szívesen miniszterelnökként, de a pártkongresszuson a küldöttek végül Gyurcsány mögé álltak, akit az SZDSZ is támogatott.
Gyurcsány, az új miniszterelnök felajánlott neki egy befutó helyet az MSZP országos listáján, amit nem fogadott el. A 2006-os országgyűlési választáson nem indult képviselőjelöltként sem, így az aktív politizálástól visszavonult.

### Utazó nagykövet

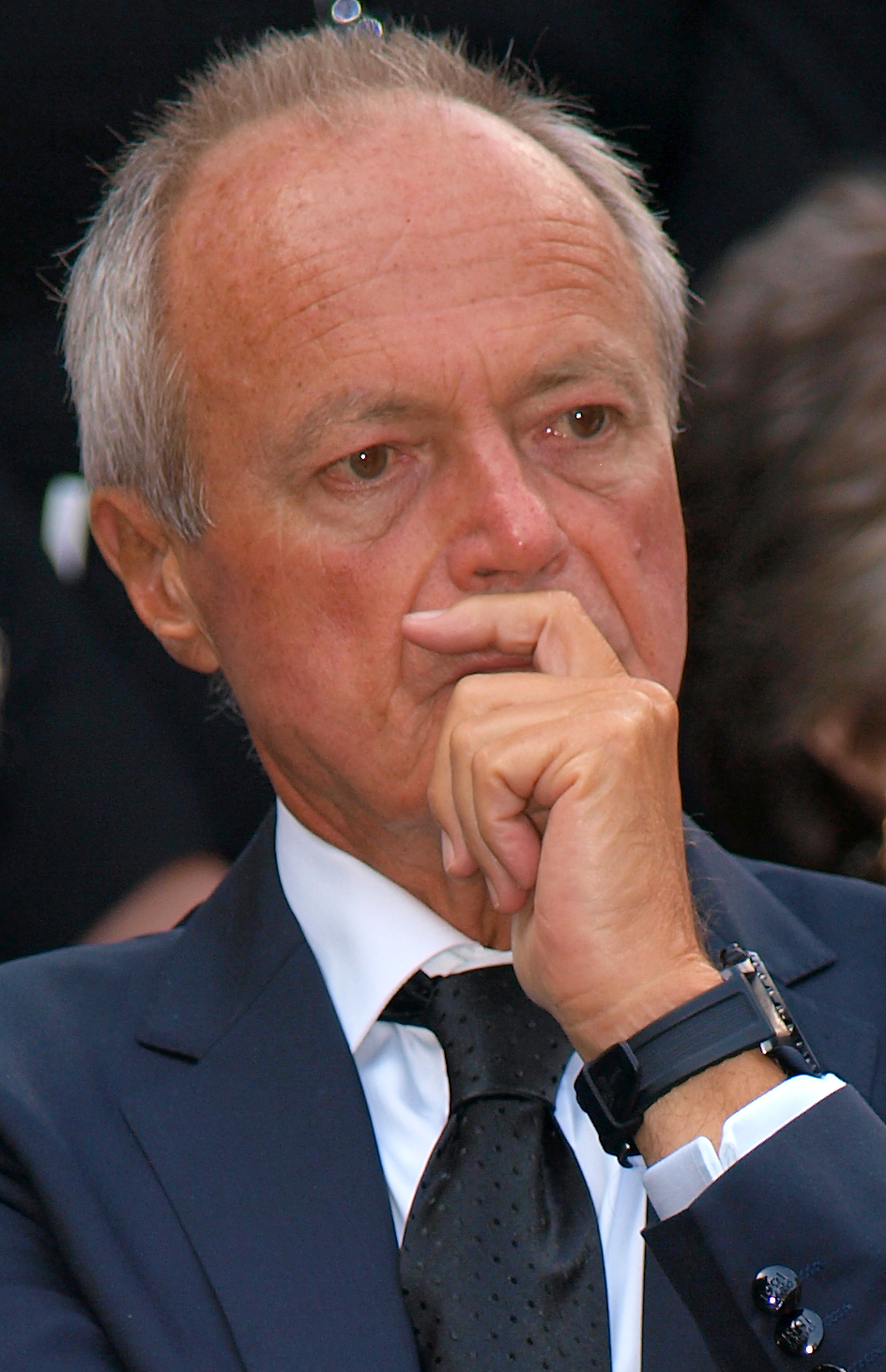
Kiss Péter temetésén 2014-ben

Lemondása után pár hónappal, még 2004-ben Gyurcsány Ferenc miniszterelnök – amerikai mintára – felkérte Magyarország utazó nagykövetének. Ilyen minőségében összesen 44 hivatalos látogatást tett számos országban. Feladata az volt, hogy nemzetközi konferenciákon és személyes találkozókon lobbizzon Magyarországért, győzzön meg külföldi üzletembereket arról, hogy érdemes Magyarországon befektetni.
Gyurcsány 2008. május 31-ei hatállyal mentette fel nagyköveti tisztségéből, döntését nem indokolta, azonban tény, hogy a nagykövet az azt megelőző időben több aktuálpolitikai kérdésben is bírálta a kormányfőt.

## Kitüntetései
– A Magyar Érdemrend középkeresztje a csillaggal (1998)
– Becsületrend lovagi fokozat (2000) Ordre national de la Légion d’honneur
– Belga Korona-rend nagykeresztje (2002) hollandul: Kroonorde, franciául: Ordre de la Couronne
 – Japán Felkelő Nap érdemrend arany és ezüst csillaga (2003) 旭日章
– Chilei Érdemrend nagykeresztje (2003) Orden del Mérito
– Norvég Királyi Szent Olaf-rend nagykeresztje (2003) Den Kongelige Norske Sankt Olavs Orden
– Becsületrend főtisztje (2004) Ordre national de la Légion d’honneur
– Németországi Szövetségi Köztársasági Érdemrend nagykeresztje (2004) Verdienstorden der Bundesrepublik Deutschland
2015 novemberében Szijjártó Péter külügyminiszter a Magyar-Kínai Barátságért Kitüntető Díjat adományozta Medgyessy Péternek. A kitüntetés nagy feltűnést keltett a közvéleményben, különösen mert ezekben a napokban Medgyessy Péter azt nyilatkozta, hogy nem tapinthatóbb a korrupció most (2015-ben), mint a korábbi baloldali kormányok idején. A Magyar Időkben megjelent interjúban Medgyessy mondata a "nem merném állítani, hogy a korrupció szintje ma, az Orbán-kormány időszakában magasabb lenne, mint korábban" résszel kiegészítve jelent meg. Medgyessy Péter tagadta, hogy ne tartaná magasabbnak a korrupció szintjét 2015-ben, mint a 2010 előtti kormányok idején.
Számos hírportál arra is felhívta a figyelmet, hogy Szijjártó Péter a Medgyessy-kormány idején vezető szerepet vitt a kormányfő elleni karaktergyilkosságban.

## Családja
Első felesége, Medgyessy Ildikó (született Dvorszky Ildikó) a divatszakmában dolgozik. 23 éven keresztül éltek házasságban; két közös gyermekük (Gergely és Ildikó) született.
Második, jelenlegi felesége Csaplár Katalin. Közös gyermekük nem született. Medgyessy nevelt lánya Tornóczky Anita, aki jelenlegi feleségének első házasságából született lánya, a TV2 volt műsorvezetője.

## Kritikák
- A választásokon tett kampányígéretek nagy részét betartva kormányával jelentős béremeléseket hajtott végre, ami növelte a költségvetési hiányt, de a termelő szférát nem erősítette meg. Az államháztartás egyensúly hiánya miatt bizonytalanná vált Magyarország csatlakozása az eurózónához. [forrás?]
- 2003 májusában a magyar exportőrök érdekeire hivatkozva a forint-lebegtetési sáv középpontjának apró leértékelése mellett döntött. Ezt a befektetők érthetetlen lépésnek és gazdaságpolitikai hibának értékelték, a forint és a magyar állampapírok eladásába kezdtek, ami jelentős jegybanki kamatemelésekhez vezetett.
- Kormányzása idején néhány, az előző Orbán-kormány alatt kinevezett független államigazgatási intézményi vezető ellen politikai támadást indítottak. Ezek közül évekkel később született bírósági ítéletek kimondták, hogy alkotmány- illetve törvényellenesen távolították el posztjáról a Magyar Energiahivatal és a Központi Statisztikai Hivatal elnökét. Törvénymódosítással szabályosan mozdították el a Pénzügyi Szervezetek Állami Felügyelete vezetőjét, ám tevékenységével kapcsolatban szakmai kifogás nem merült fel.[11][12]
- Gyenge szónoki képességei és beszédstílusa miatt a sajtó egyik elsődleges humorforrása volt kormányzása idején. Hibáiból és rossz megfogalmazásaiból könyvet is kiadtak Medgyessyzmusok címmel.[13]

## Művei
- Útmutató a költségvetési szervek gazdálkodásához; főszerk. Medgyessy Péter, szerk. Nyikos Lajos; Interpress, Bp., 1981 (PM joginform)
- Medgyessyzmusok. 200 eredeti idézet Medgyessy Pétertől; Platina Print, Bp., 2004
- Csizmadia Ervin: "Elképzeltek maguknak egy miniszterelnököt". Interjú Medgyessy Péterrel; Századvég, Bp., 2004
- Polgár a pályán; Kossuth, Bp., 2006